# Ana Casares
Ana Casares z domu Urman (ur. 1930 w Stanisławowie, zm. 13 marca 2007 w Buenos Aires) – polska aktorka przez większość życia związana z Argentyną. W 1933 rodzina Any wyjechała do Argentyny. Ukończyła tam szkołę aktorską, w 1951 zaistniała w argentyńskim kinie, od 1952 występowała na scenie teatralnej. Po 1962 występowała w Europie, głównie w Hiszpanii. Grała na deskach teatru w Madrycie. Na początku lat 70. powróciła do Argentyny, po 1980 porzuciła aktorstwo teatralne i filmowe. Nazywana „argentyńską Brigitte Bardot”. Zagrała w 30 filmach w latach 1951–1980.

## Filmografia
- 1980: Trampa para un soñador
- 1975: El Pibe Cabeza
- 1971: Luz en la ciudad, Una
- 1969: La Vida continúa
- 1969: Küß mich, Monster
- 1969: Adiós cordera
- 1969: Rote Lippen, Sadisterotica
- 1968: La Esclava del paraíso
- 1967: Doce caras de Juan, Las
- 1967: Sette donne per i MacGregor
- 1965: Marqués
- 1965: Due mafiosi nel Far West
- 1964: Confidencias
- 1964: Noche al hablar
- 1964: Playa de Formentor
- 1963: Juego de la verdad
- 1963: Día a día
- 1963: Diablo en vacaciones
- 1962: Quatre vérités
- 1962: Buscando a Mónica
- 1961: Diesmal muß es Kaviar sein
- 1960: Viva quien sabe querer!
- 1960: Dos tipos con suerte
- 1959: Campo virgen
- 1959: Aquello que amamos
- 1958: Jefe
- 1958: Demasiado jóvenes
- 1956: Tango en París
- 1956: Último perro
- 1951: Complejo de Felipe